# クリスタル・バウワーソックス
クリスタル・リン・バウワーソックス（Crystal Lynn Bowersox、1985年8月4日 - ）、別名クリスタル・バウワーソックスは、アメリカ合衆国オハイオ州エリストン出身の歌手。アメリカン・アイドルシーズン9の準優勝者。

## 人物
オハイオ州エリストンに双子の弟と共に生まれる。アメリカン・アイドル出場前はシカゴの駅で、ストリートパフォーマーとして歌っていた。また、1型糖尿病であることも番組中で告白している。一児の息子を持つシングルマザーでもある。優勝者リー・デワイズと仲がいい。
2010年10月10日にミュージシャンのブライアン・ウォーカーと結婚するが、2013年5月6日に離婚した。そして同年11月26日、テレビ番組の中で両性愛者であることを公表し、「Coming Out For Christmas」という歌を歌った。

## アメリカン・アイドル
イリノイ州シカゴでオーディションを受ける。ゲスト審査員であったシャナイア・トゥエインに絶賛され、ハリウッドオーディションへと進む。ハリウッドウィークでもみごとTop24に合格し、Top2(決勝戦)では優勝者リー・デワイズと熱い戦いをくりひろげたが、準優勝に終わる。女性が決勝戦まで勝ち残るのはジョーダン・スパークス以来3年ぶりであった。

## アメリカン・アイドルその後
アメリカン・アイドルで準優勝した翌日ジャイヴ・レコードと契約した。2010年12月14日、ファーストアルバム『Farmer's Daughter』をリリースした。